# 샤이야
《샤이야》(Shaiya)는 넥슨에서 제작하고 서비스하는 MMORPG이다. 손오공의 자회사 소노브이에서 2004년 첫 공개되었고 2006년에 정식 서비스가 시작되었으며, 2012년에는 넥슨으로 이관되어 서비스 중이다.
'무한의 PvP'를 모토로 레벨에 따라 LV15, LV30, LV80의 3단계 전장에서 빛과 분노 두 진영의 전투가 벌어지며, 이를 통한 진영 내 협동과 진영 간 전략적인 전투가 이 게임의 핵심적인 콘텐츠다.
2004년 10월부터 4차까지 이어진 CBT와 Pre OBT, OBT를 거쳐 2006년 6월에 한국에 정액제로 오픈 하였으며, 10월에는 부분유료화로 수익 구조가 변경되었다.
중국에서는 베타테스트 오픈 직후 동시 접속자 수가 30만명을 넘었고, 대만에서도 서비스 직후 인기 온라인 게임 순위 1위를 기록하는 등 국내보다 해외에서 더 좋은 반응을 얻고 있으며,
한국을 비롯해 전 세계 53개국에 진출해 현재는 11개국(미국, 프랑스, 스페인, 독일, 이탈리아, 폴란드, 터키, 한국, 중국, 대만, 브라질)에서 성공적으로 서비스 중이다.

## 역사
한국에서의 콘텐츠 업데이트 히스토리는 다음과 같다.
- 2006년 6월 [에피소드1: 성전], 9월 [에피소드2: 용들의 역습], 12월 [에피소드3: 여신의 인도]
- 2007년 4월 [에피소드4: 용들의 역습 PART 2], 8월 [올드 윌로우의 최후], 10월 [카일룸의 침략],
- 2008년 5월 [통합전장 시스템], 7월 [오블리비오 인슐라]
- 2009년 12월 [미스트라 유물]
- 2011년 2월 [차원의 통로]
- 2013년 6월 [아이언 인베이전 PART 1]
- 2016년 5월 12일 서비스 종료[1]